# Jerwin Ancajas
Jerwin Juntilla Ancajas (Panabo, 1º gennaio 1992) è un pugile filippino.
Soprannominato "Pretty Boy", è detentore del titolo mondiale IBF dei pesi supermosca dal 2016.

## Carriera
Ancajas compie il suo debutto professionale il 27 luglio 2009, all'età di 17 anni, sconfiggendo il connazionale Reynaldo Buluan per KO tecnico alla prima ripresa.